# Фролово (Макарьевский район)
Фролово — деревня в Макарьевском районе Костромской области. Входит в состав Нежитинского сельского поселения.

## География
Находится в юго-восточной части Костромской области на расстоянии приблизительно 57 км на юг-юго-запад по прямой от районного центра города Макарьев.

## История
В 1872 году здесь было учтено 12 дворов, в 1907 году отмечено было 22 двора. В период коллективизации был организован колхоз им. Сталина. В 1930-е годы здесь было 25 домов.

## Население
Постоянное население составляло 69 человек (1872 год), 85 (1897), 114 (1907), 18 в 2002 году (русские 100 %), 12 в 2022.